# Фехтування на літніх Олімпійських іграх 1996
Олімпійський турнір з фехтування 1996 року пройшов у рамках XXVI Олімпійських ігор у Атланті, США, з 20 по 25 липня 1996 року. На турнірі розігрувалося десять комплектів нагород у п'яти індивідуальних першостях та п'яти командних.

## Медальний залік
| Місце | Країна          | Золото | Срібло | Бронза | Загалом |
| ----- | --------------- | ------ | ------ | ------ | ------- |
| 1     | Росія (RUS)     | 4      | 2      | 1      | 7       |
| 2     | Італія (ITA)    | 3      | 2      | 2      | 7       |
| 3     | Франція (FRA)   | 2      | 2      | 3      | 7       |
| 4     | Румунія (ROM)   | 1      | 1      | 0      | 2       |
| 5     | Угорщина (HUN)  | 0      | 1      | 2      | 3       |
| 6     | Куба (CUB)      | 0      | 1      | 1      | 2       |
| 7     | Польща (POL)    | 0      | 1      | 0      | 1       |
| 8     | Німеччина (GER) | 0      | 0      | 1      | 1       |

## Медалісти
Чоловіки
| Event                     | Золото                                                           | Срібло                                                                              | Бронза                                                      |
| ------------------------- | ---------------------------------------------------------------- | ----------------------------------------------------------------------------------- | ----------------------------------------------------------- |
| Шпага, особиста першість  | Олександр Бекетов · Росія (RUS)                                  | Іван Тревехо · Куба (CUB)                                                           | Геза Імре · Угорщина (HUN)                                  |
| Шпага, командна першість  | Італія · Сандро Куомо · Анджело Маццоні · Мауріціо Рандаццо      | Росія · Олександр Бекетов · Павло Колобков · Валерій Захаревич                      | Франція · Жан-Мішель Анрі · Робер Леру · Ерік Срекі         |
| Рапіра, особиста першість | Алессандро Пуччіні · Італія (ITA)                                | Ліонель Плюменай · Франція (FRA)                                                    | Франк Буаден · Франція (FRA)                                |
| Рапіра, командна першість | Росія · Дмитро Шевченко · Ільгар Мамедов · Владислав Павлович    | Польща · Пйотр К'єлпіковський · Адам Кшесінський · Ришард Собчак · Ярослав Родзевіч | Куба · Елвіс Грегорі · Роландо Тукер · Оскар Гарсія Перес   |
| Шабля, особиста першість  | Станіслав Поздняков · Росія (RUS)                                | Сергій Шариков · Росія (RUS)                                                        | Дем'єн Туя · Франція (FRA)                                  |
| Шабля, командна першість  | Росія · Станіслав Поздняков · Григорій Кирієнко · Сергій Шариков | Угорщина · Чаба Кйовеш · Йожеф Наваррете · Бенце Сабо                               | Італія · Рафаелло Казерта · Луїджі Тарантіно · Тоні Теренці |

Жінки
| Event                     | Золото                                                                        | Срібло                                                | Бронза                                                    |
| ------------------------- | ----------------------------------------------------------------------------- | ----------------------------------------------------- | --------------------------------------------------------- |
| Шпага, особиста першість  | Лора Флессель-Коловік · Франція (FRA)                                         | Валері Барлуа · Франція (FRA)                         | Дьондьї Салай · Угорщина (HUN)                            |
| Шпага, командна першість  | Франція · Лора Флессель-Коловік · Софі Морессе-Пішо · Валері Барлуа           | Італія · Лаура К'єза · Еліза Уга · Маргеріта Дзалаффі | Росія · Марія Мазіна · Юлія Гараєва · Карина Азнавурян    |
| Рапіра, особиста першість | Лаура Бадя · Румунія (ROU)                                                    | Валентина Веццалі · Італія (ITA)                      | Джованна Трілліні · Італія (ITA)                          |
| Рапіра, командна першість | Італія · Франческа Бортолоцці-Борелла · Джованна Трілліні · Валентина Веццалі | Румунія · Лаура Бадя · Река Сабо · Роксана Скарлат    | Німеччина · Аня Фіхтель · Сабіне Бау · Моніка Вебер-Косто |